# Das Fräuleinwunder
Das Fräuleinwunder ist eine Schweizer Filmkomödie aus dem Jahr 2008. Sie wurde für das Schweizer Fernsehen gedreht. Regie führte Sabine Boss. Das Drehbuch schrieben Urs Bühler und Maike Franzen.

## Handlung
Frida Borel wird achtzig Jahre alt und will ihr Testament regeln. Dem Notar erklärt sie, dass ihr Neffe Georg, der mit seiner Frau Eva ebenfalls anwesend ist, ihr ganzes Vermögen von 89 Millionen erben soll. Ihre Grossnichte Mona, die einen erst wenige Monate alten Sohn hat und von dessen Vater verlassen worden ist, soll hingegen leer ausgehen. Georg und Eva bitten Frida um einen Vorschuss von acht Millionen – sie haben sich nämlich verpflichtet, für den Bau eines Casinos in Rorschach diese Summe einzuschiessen. Frida lehnt empört ab.
Der Notar übergibt Frida ein Holzkästchen, das ihr Vater ihr vermacht hat und das sie nicht vor ihrem achtzigsten Geburtstag öffnen solle. Das Kästchen enthält eine Pille, welche angeblich die Alterserscheinungen rückgängig macht. Eva und Georg Borel besuchen Frida an ihrem Geburtstag. Eva will sie betäuben und anschliessend ersticken, wird aber durch den Besuch von Fridas langjährigem Gärtner Roman Rau an ihrem Vorhaben gehindert. Dieser verabschiedet sich von Frida, weil er ins Altersheim zieht.
Frida hat die ominöse Pille bereits geschluckt und verliert in Gegenwart von Roman Rau das Bewusstsein. Er alarmiert die Sanität, und Frida wird ins Krankenhaus gebracht. Während ihrer Bewusstlosigkeit verwandelt sie sich wieder in eine junge Frau. Nach dem Erwachen reagiert sie verstört, weil sie ihren Körper nicht mehr wiedererkennt. Als sie dem sie behandelnden Arzt erklärt, sie sei nach der Einnahme einer Pille wieder jung geworden, weist dieser sie in die Psychiatrische Klinik ein. Weil wegen ihres jugendlichen Aussehens ihr niemand glaubt, dass sie Frida Borel sei, gibt sie als ihren Namen Ida Froidevaux an. Aber nach drei Tagen nutzt sie einen Aufenthalt im Freien, um die Klinik fluchtartig und ohne Erlaubnis wieder zu verlassen.
Georg und Eva werden vom Projektleiter des Casinobaus ultimativ aufgefordert, die versprochenen acht Millionen bis in zehn Tagen zu beschaffen. Andernfalls würden sie in Beton eingegossen und im Bodensee versenkt. Das Paar bringt aus Fridas Haus alles weg, was nicht niet- und nagelfest ist.
Roman Rau hat inzwischen für Frida eine Vermisstenanzeige aufgegeben. Die junge Ida sucht ihn im Altersheim auf und erklärt ihm, sie sei Frida. Roman glaubt ihr nicht, sondern hält sie für eine Betrügerin und weist ihr die Tür. Da Ida jetzt völlig mittellos ist, versucht sie, von Fridas Konto bei der Bank eine grössere Summe Geld abzuheben. Obwohl sie die Kontonummer auswendig weiss, gibt der Bankangestellte ihr kein Geld heraus – dafür müsse sie eine von Frida Borel unterschriebene Vollmacht und ihren Personalausweis vorlegen.
Ida findet Unterschlupf bei Fridas Grossnichte Mona in St. Gallen. Diese hat zwar wie Ida keine Arbeitsstelle, erweist sich aber trotz Geldknappheit als grosszügig und hilfsbereit. Zwei Polizisten suchen sowohl nach der verschwundenen alten Frida als auch nach der aus der Nervenklinik entsprungenen jungen Ida. Frida hatte an ihrem Geburtstag die Absicht geäussert, zur Kur nach Deutschland zu fahren. Dieses Vorhaben setzt Ida in die Tat um und sendet von ihrem Kurort Bad Weil je eine Ansichtskarte an Mona und an Roman, die sie mit ihrem alten Namen Frida Borel unterschreibt. Nachdem die beiden die Karte erhalten haben, ist sowohl für sie als auch für die Polizei klar, dass Frida am Leben ist, und die Polizisten suchen nun nur noch nach Ida.
Ida wird im Altersheim, in dem Roman wohnt, als Pflegerin angestellt, und sie und Roman kommen sich näher. Ida übergibt ihm das Kästchen, welches die Verjüngungspille enthielt. Eine Inschrift auf dem Kästchen veranlasst Roman, die Stiftsbibliothek St. Gallen aufzusuchen. In einem handgeschriebenen Folianten aus dem 16. Jahrhundert entdeckt er eine Stelle, welche von der Pille berichtet, die von einem Urvolk auf Papua-Neuguinea hergestellt worden sei. Ihre Wirkung halte lebenslang an und erlösche nur beim Tod oder wenn jemand der Person das Leben rette. Jetzt glaubt Roman, dass Ida zugleich Frida ist.
Roman ist überzeugt, dass Eva und Georg Ida nach dem Leben trachten, und er überlegt mit ihr, wie sie das Paar enterben könnte. Dafür brauchen sie einen Beweis für deren Mordabsichten. Ida verabredet mit Eva und Georg ein Treffen auf der Bodenseefähre. Um in Idas Nähe zu bleiben, mieten Roman und Mona ein Motorboot, müssen aber zuerst dessen Motor reparieren. So gewinnt die Fähre einen Vorsprung, Eva betäubt Ida mit einem in Äther getauchten Tuch und wirft sie mit Hilfe von Georg über Bord. Mona und Roman nähern sich mit ihrem Boot, entdecken die auf den Wellen treibende Ida, hieven sie ins Boot und warten zunächst vergeblich auf ein Lebenszeichen. Erst als Roman eine Decke über sie gebreitet hat, beginnt Ida sich zu regen. Sie ist nun wieder eine alte achtzigjährige Frau.
Eva und Georg feiern im Auto ausgelassen ihren vermeintlichen Triumph, als die zwei Polizisten, die auf der Suche nach Ida waren, herantreten und die beiden festnehmen.

## Hintergrund
Der Film wurde im Januar 2009 an den Solothurner Filmtagen gezeigt.

## Kritik
„An ihrem 80. Geburtstag händigt der Notar ihres früh verstorbenen Vaters einer St. Gallener Millionärin dessen Hinterlassenschaft aus: eine Wundermedizin aus Papua-Neuguinea, die ewige Jugend verheißt. Die Medizin wirkt zwar äußerlich, aber im Körper der nunmehr 20-Jährigen steckt der Geist einer 80 Jahre alten Frau. Daraus ergeben sich Probleme mit der Psychiatrie und der Identität; ebenso bekommt es die jung Gewordene mit der lieben Verwandtschaft zu tun. (Fernseh-Komödie) um einen Menschheitstraum, der zum Albtraum mutiert.“